# Тау, Мартин
Мартин Хансен Тау (дат. Martin Hansen Thau; 28 июля 1887 — 8 мая 1979) — датский гимнаст, серебряный призёр летних Олимпийских игр 1912 года в командном первенстве по шведской системе.